# Peter Nagel

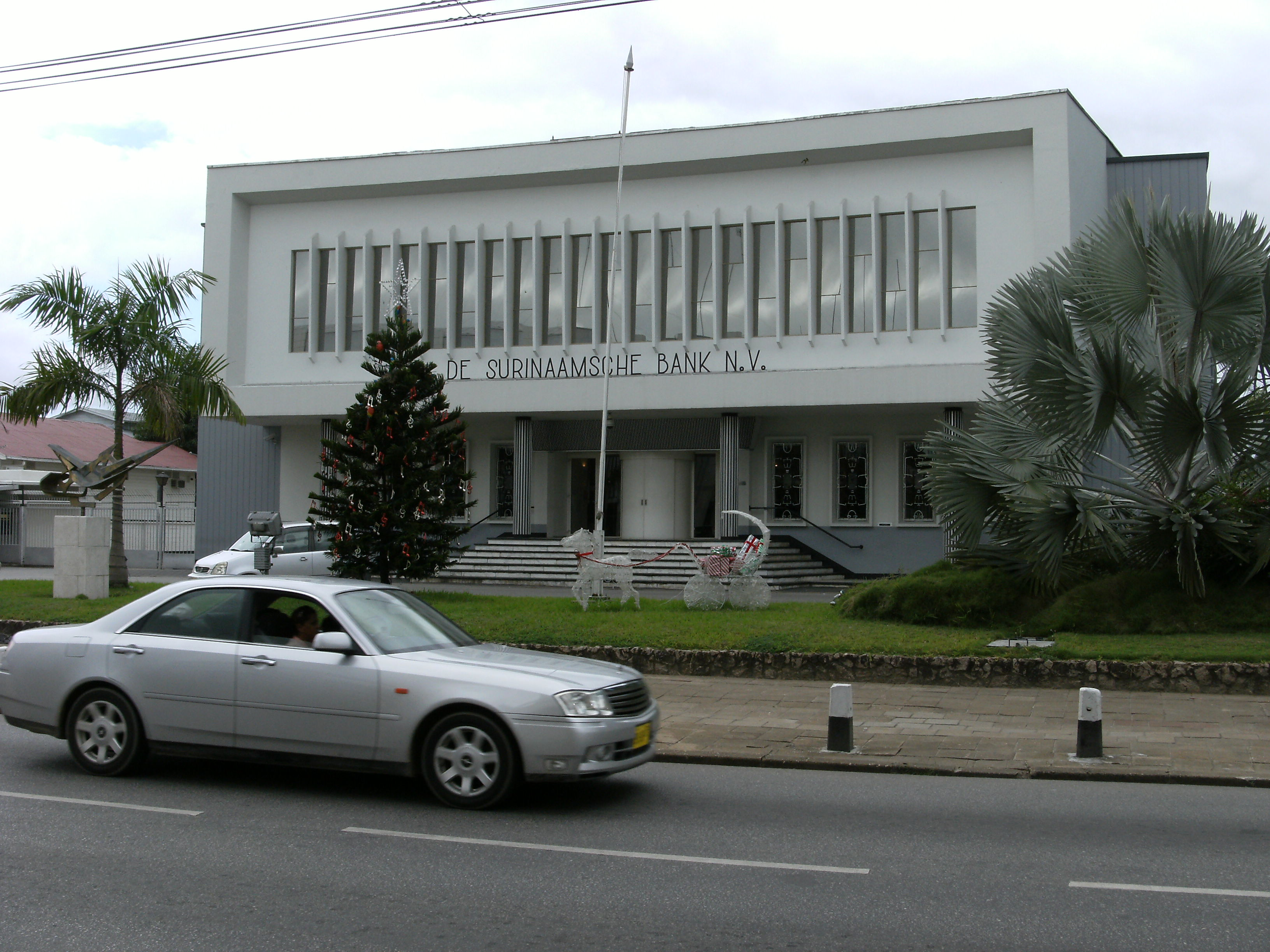
Gebouw van De Surinaamsche Bank (DSB)

Peter Jacobus Nagel (Amsterdam, 15 maart 1921 - Delden, 20 januari 1997) was een Nederlands architect. Hij is hoofdzakelijk bekend omdat hij veel modernistische gebouwen in Suriname heeft gerealiseerd in de periode 1951 tot 1970, toen hij een kantoor had gevestigd in Paramaribo.

## Biografie

### Opleiding
Peter Jacobus Nagel werd geboren op een boerderij in de Watergraafsmeer in de gemeente Amsterdam. In 1927 verhuisde het gezin naar Maarssen, vanwaaruit hij de Christelijke hbs in Utrecht bezocht. Daar slaagde hij in 1938 voor het eindexamen en schreef zich vervolgens in voor weg- en waterbouwkunde aan de Technische Hogeschool in Delft en werd lid van de studentenvereniging SSR. De ingenieur Nagel, volgde naast de vakken Civiele Techniek ook college bij Bouwkunde, omdat hij veel belangstelling had voor zowel Griekse als moderne architectuur.
Met de uitbraak van de Tweede Wereldoorlog veranderde er echter veel voor de studenten, tijdens de eerste jaren van de bezetting konden ze hun studie nog voortzetten maar op den duur werden er steeds meer beperkingen opgelegd door de bezetter. Na de liquidatie van generaal Hendrik Seyffardt werden er als represailles razzia's op universiteiten en hogescholen gehouden. Ook in Delft werden tijdens een goedbezocht hoorcollege 215 studenten afgevoerd, Peter was aanwezig maar behoorde tot de groep studenten die mocht vertrekken. Het was de directe aanleiding voor hem om onder te duiken en, net als vele studenten die de loyaliteitsverklaring aan de bezetters, die op 13 maart 1943 werd ingevoerd, niet te tekenen. Na de bevrijding was de studentenmaatschappij ontwricht, doordat veel studenten waren omgekomen in het verzet of concentratiekampen en er veel nieuwe eerstejaarsstudenten begonnen. Peter kreeg 23 studenten onder zijn hoede terwijl hij aan zijn afstudeeropdrachten werkte, op 18 juni 1946 ontving hij zijn bul. De door de oorlog opgelopen vertraging belette hem om nog enkele jaren bouwkunde te studeren.

## Werk

### Aruba
Na het behalen van zijn titel vertrok Nagel voor een verblijf van enkele jaren op Aruba, waar zijn broer Jan Nagel, met compagnon Folkert Loonstra, de "Bouwmaatschappij Aruba" (BMA) had opgericht. In vier jaar tijd groeide het bedrijf uit tot de grootste bouwonderneming van Aruba, met bijna 300 mensen in dienst. De bouwactiviteiten vonden plaats op de gehele Nederlandse Antillen. Jan en Folkert overwogen de maatschappij uit te breiden naar Suriname, waar Peter als toekomstig directeur was voorzien. Peter wilde na vijf jaar op Aruba graag zijn vleugels verder uitslaan en in december 1950 vertrok hij voor het eerst naar Suriname om de mogelijkheden van een vestiging te onderzoeken. Dit bleek meer voeten in de aarde te hebben dan verwacht, maar in Suriname had men wel behoefte aan een architect.

### Suriname

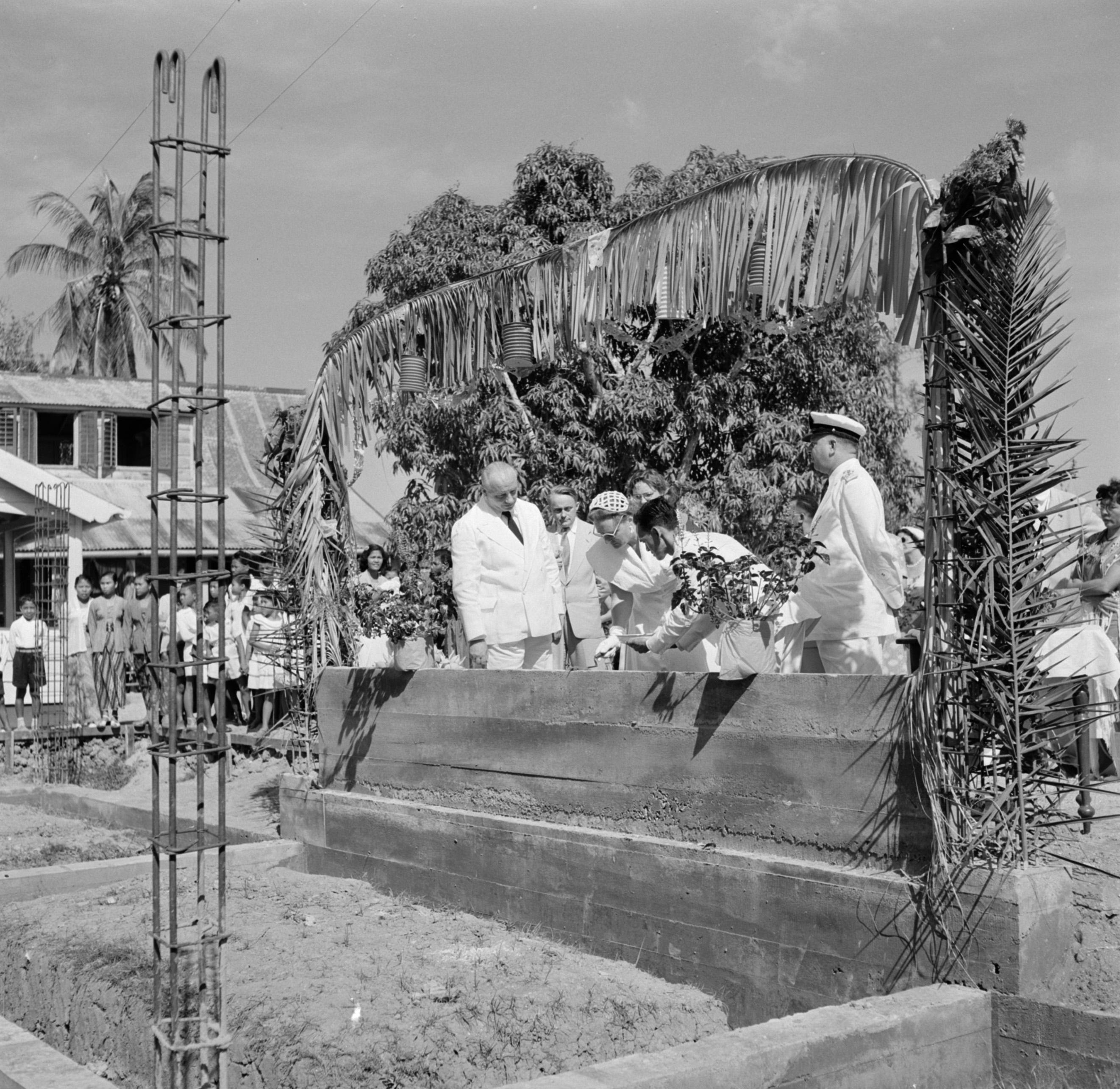
Koningin Juliana legt de eerste steen voor kindertehuis Leliëndaal.

In 1951 vestigde Peter Nagel zich in Paramaribo en kreeg al snel de vergunning om een eigen architectenbureau op te richten in de Nederlandse kolonie. In een tijd waarin veel gebouwen werden gerealiseerd, introduceerde hij het modernisme in Suriname. Doordat hij opdracht kreeg voor veel publieke- en bedrijfsgebouwen wist hij zijn stempel op de stad te drukken met veel moderne en beeldbepalende gebouwen in Suriname. 
Ir. Peter Nagel kreeg in december 1951 toestemming voor de vestiging van een ingenieurs- en architectenbureau in Suriname. Kort na de bekendmaking kwamen zijn vrouw Maria en drie dochters over uit Aruba, in Suriname zouden nog twee zonen en een dochter worden geboren. Een maand daarvoor had hij al opdracht gekregen om binnen drie maanden een ontwerp te maken voor een nieuw voetbalstadion. Hij kreeg in januari hulp van de ervaren tekenaar, de heer Aron, een Surinamer die op Aruba bij de bouwmaatschappij van Nagel had gewerkt en terugkeerde naar zijn geboorteland. Mede dankzij deze hulp rondde hij tegen de verwachtingen in, het schetsplan op tijd af wat hem veel waardering en nieuwe opdrachten opleverde. In eerste instantie werkte Peter Nagel vanuit huis, na lang zoeken kon eind 1952 een kantoor aan de Gravenstraat 50 worden betrokken. Het personeel werd uitgebreid, onder leiding van Aron stonden vervolgens twee leerling-tekenaars, en Peter Nagel ging op zoek naar een bouwkundige. Het architectenbureau verhuisde naar de bovenverdieping van het pand aan de Gravenstraat, maar door ongelukkige omstandigheden konden de bouwkundigen maar kort actief zijn in Suriname en moest Peter Nagel meerdere keren op zoek naar vervangers. Door uitbreiding van de OGEM moest het kantoor opnieuw verhuizen in 1959, op dat moment waren er tien mensen werkzaam in het bureau.
Nadat de eerste dochter voor studie naar Nederland was verhuisd en omdat het lange verblijf in de tropen een aanslag hadden gedaan op de gezondheid van Nagel, verhuisde het gezin in 1963 terug naar Nederland. Begin 1964 richtte hij het tweede N.V. Ingenieurs- en Architectenbureau ir. P.J. Nagel op. Vriend en oud-collega uit Aruba, Frans van Drimmelen, leidde het bureau in Nederland als bouwkundige tijdens de reizen van Peter Nagel naar Suriname, waar hij nog steeds bouwprojecten begeleidde. Tot 1970 reisde hij nog regelmatig voor meerdere weken naar Suriname om aan ontwerpen te werken. Het bureau in Paramaribo werd overgenomen door ir. Edward Morroy en in 1970 ging ook het bedrijf in Nederland over in andere handen. Tot zijn pensioen in 1981 werkte hij in andere functies in Nederland, onder andere als directeur/coördinator van het consortium dat het Kurhaus in Scheveningen verbouwde.

## Gebouwen
Een selectie van openbare en commerciële gebouwen van ir. P.J. Nagel. Daarnaast ontwierp hij tevens woonhuizen, sportaccommodaties en uiteenlopende kleinere projecten in Suriname.
- Het Suriname Stadion, Paramaribo (1951)
- N.V. Billiton Maatschappij, nu de Centrale Bank van Suriname, Paramaribo (1953)
- Selecta School, Paramaribo (1953)
- Boekhandel Varekamp & Co, Paramaribo (uitbreiding 1953)
- Buitensociëteit Het Park, nu de Nationale Assemblée, het Parlementsgebouw van Suriname (1954)
- Dr. E. Snellen Park, Paramaribo (1954)
- Surinaamse Brouwerij N.V., Paramaribo (1955)
- Kabinet van de Gouveneur, nu CIVD, Paramaribo (1956)
- Johannes King Hospitaal, Stoelmanseiland (1956)
- St. Louise Meisjesschool, Paramaribo (1956)
- Kinderhuis Leliëndaal, Commewijne (1956)
- Overzeese Gas- en Elektriciteitsmaatschappij N.V., Paramaribo (1956)
- Theater Star, Paramaribo (1957)
- Algemeen Zwembad Parima, Paramaribo (1958)
- Hoofdgebouw van de Hollandsche Bank-Unie, nu van de RBTT Bank, Paramaribo (1958)
- Hoofdgebouw van De Surinaamsche Bank (DSB), Paramaribo (1959)
- Hoofdpostkantoor, Paramaribo (1959)
- Uitbreiding Kirpalani's Ltd, Paramaribo (1959)
- Vereniging Officiers Sociëteit in Suriname, Paramaribo (1960)
- Verschillende gebouwen voor de Curaçaosche Handel Maatschappij (CHM), Paramaribo (1961)
- Kantoor FATUM, Paramaribo (1961)
- Manufacturen Paleis J.H. Issa N.V., Paramaribo (1961)
- Houtfabriek van Bruynzeel Suriname Houtmaatschappij (in onderdelen tussen 1955-1961)
- Diakonessenhuis, Paramaribo (1962)
- Hotel Torarica, Paramaribo (1962)
- Jaja Dande Zendingshospitaal, Djoemoe, vernoemd naar Jaja Dandé (1962)
- Centrale Bank van Suriname, Paramaribo (uitbreiding 1963)
- Postkantoor Zorg en Hoop, Paramaribo (1963)
- Gereformeerde Kerk, later verkocht en omgebouwd tot Surya Mandir, Paramaribo (1963)
- Hoofdkantoor van Lands Telegraaf- en Telefoondienst, Paramaribo (1969)
- Centrale Markt, Paramaribo (1970)

### Architectuur-wandeling
De Nederlandse sociaal ondernemer van Surinaamse afkomst, Ruben Brave, heeft een blog genaamd "Nagelfijne Architectuur in Paramaribo" gepubliceerd over een wandelroute langs de door Nagel ontworpen gebouwen in Paramaribo. Hierbij passeren ook andere bezienswaardigheden in de Surinaamse hoofdstad de revue.

## Beeldengalerij

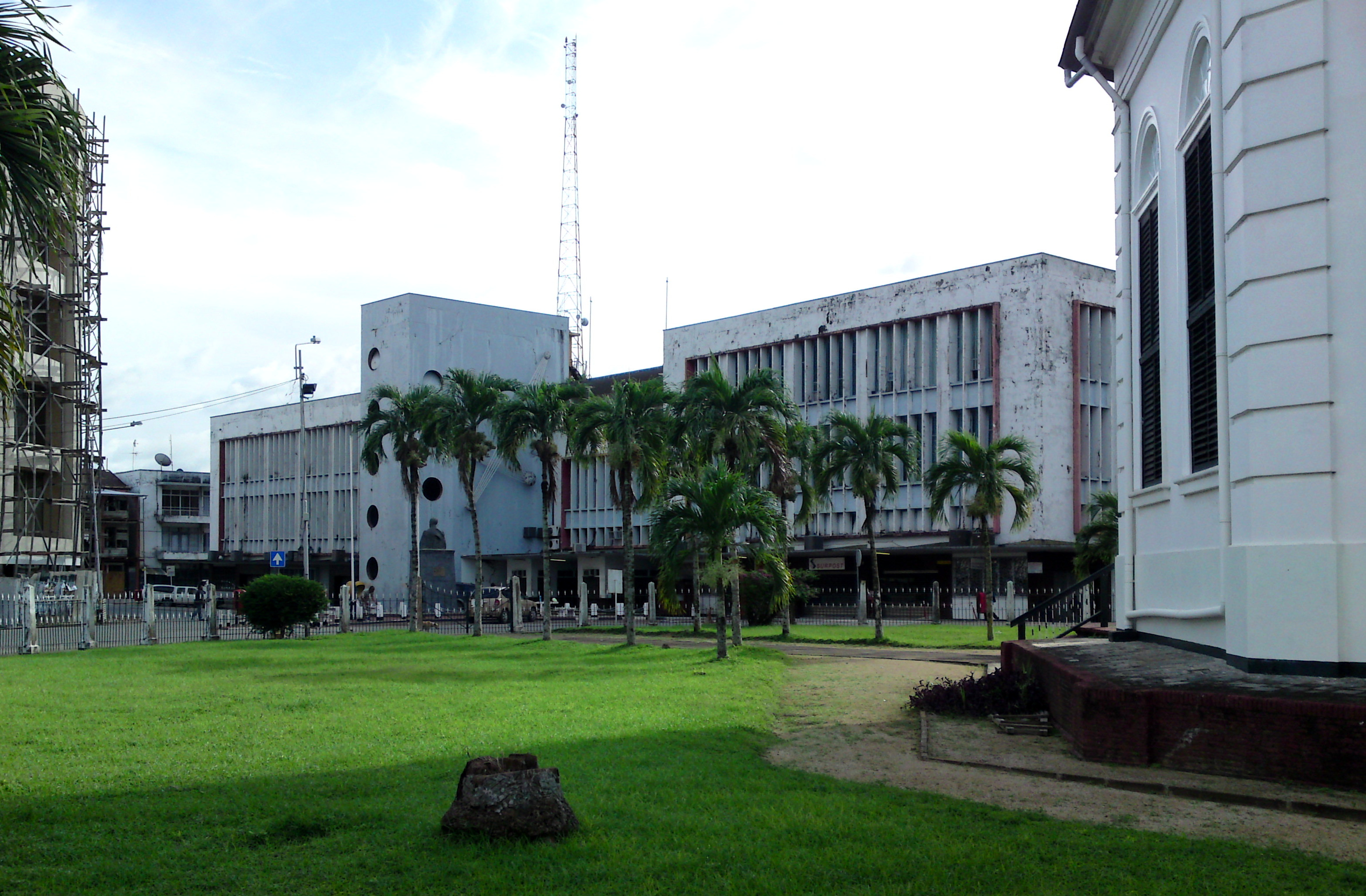
Hoofdpostkantoor in Paramaribo.
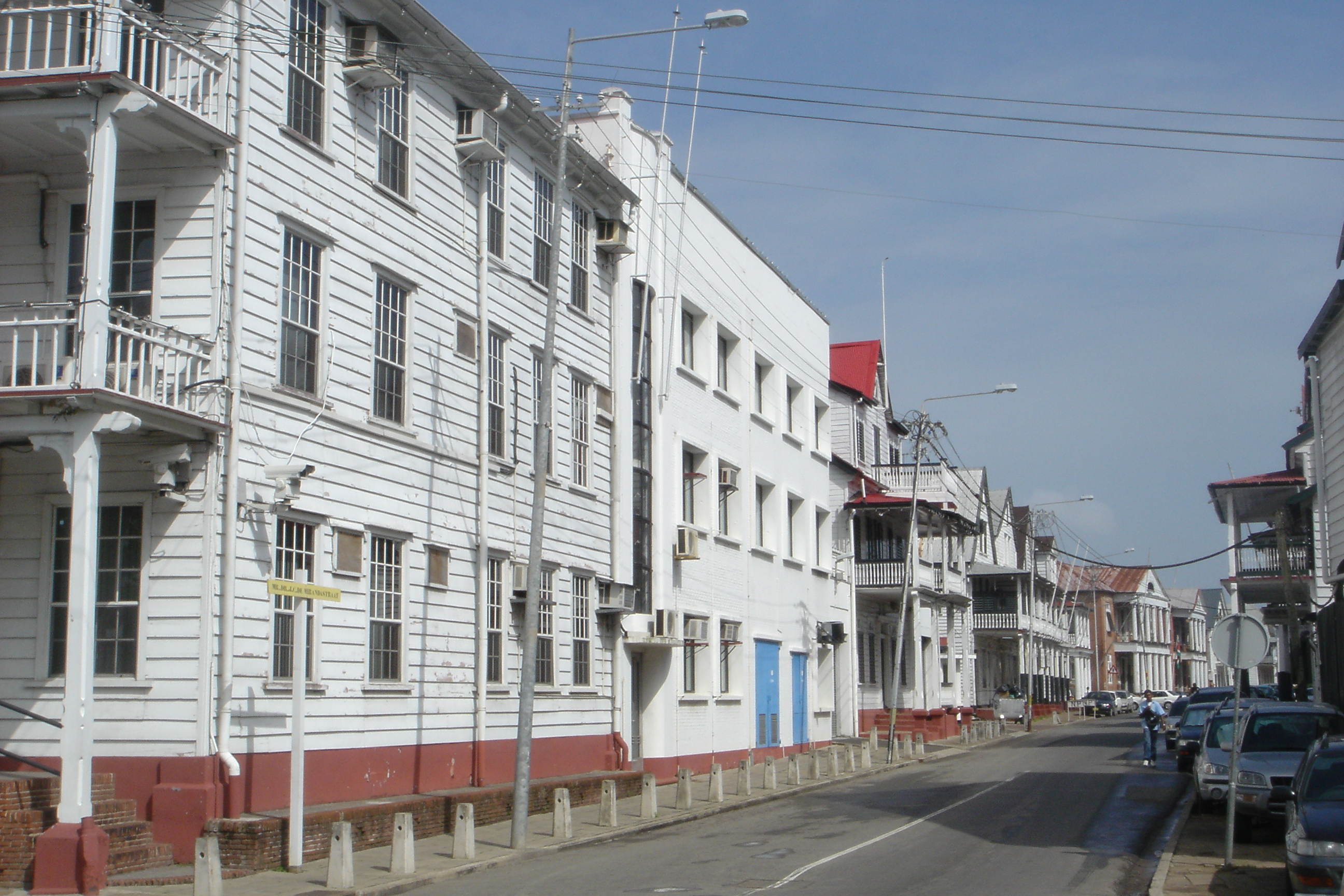
N.V. Billiton Maatschappij, nu onderdeel van de Centrale Bank.
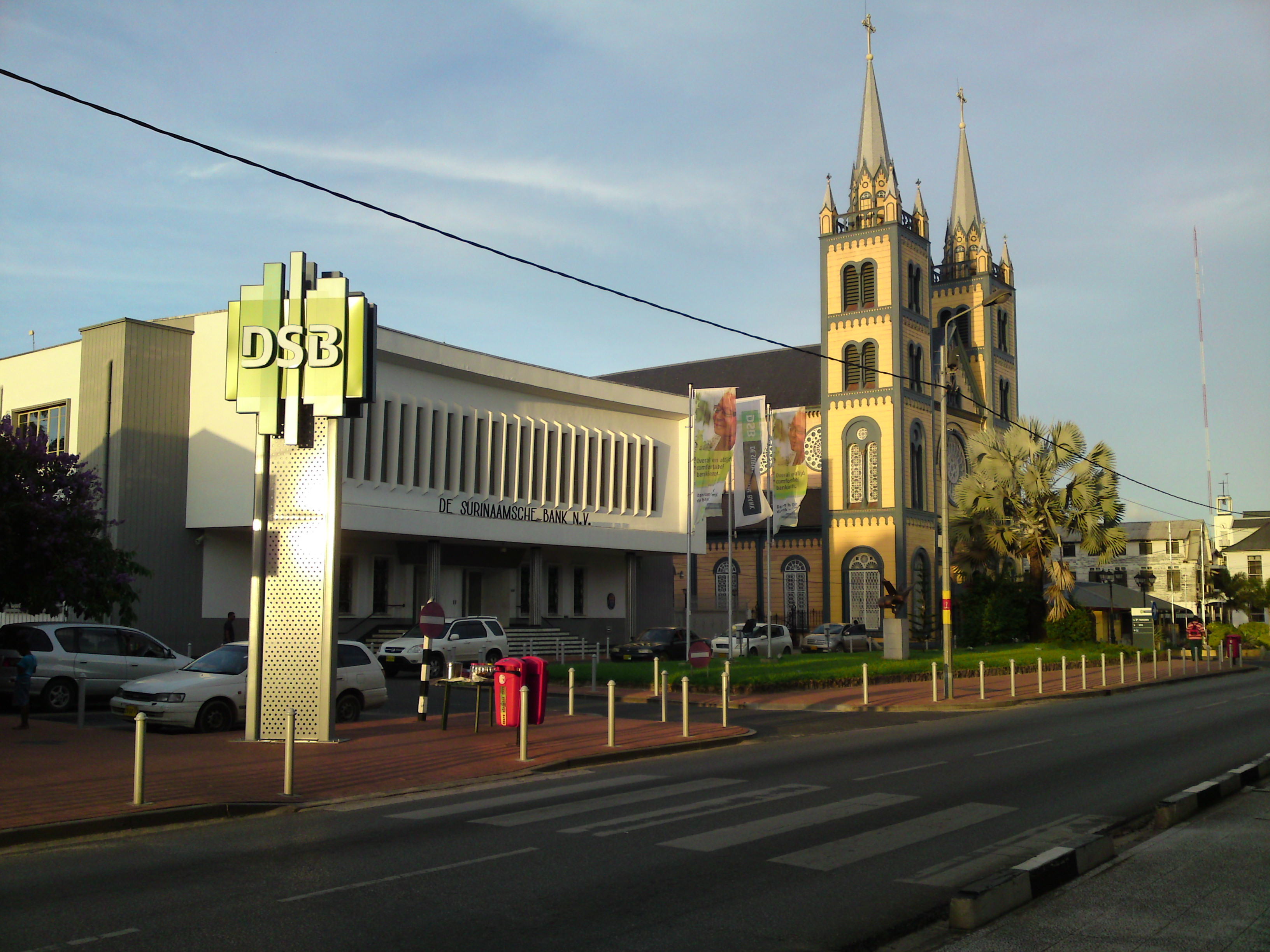
De Surinaamsche Bank (DSB)
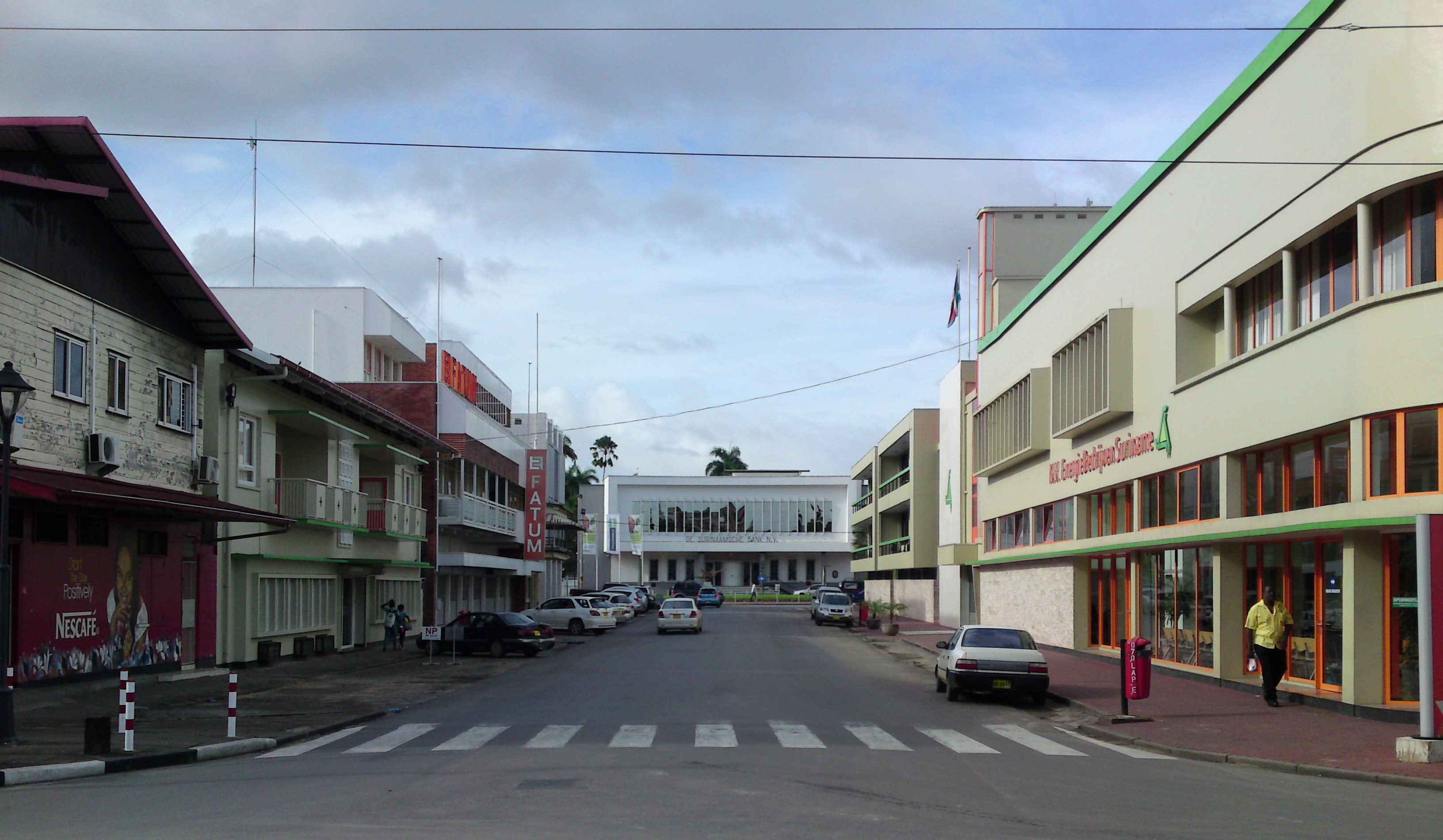
Stadsgezicht met gebouwen van Peter Nagel, centraal de DSB Bank , rechts de EBS-kantoor en links FATUM.
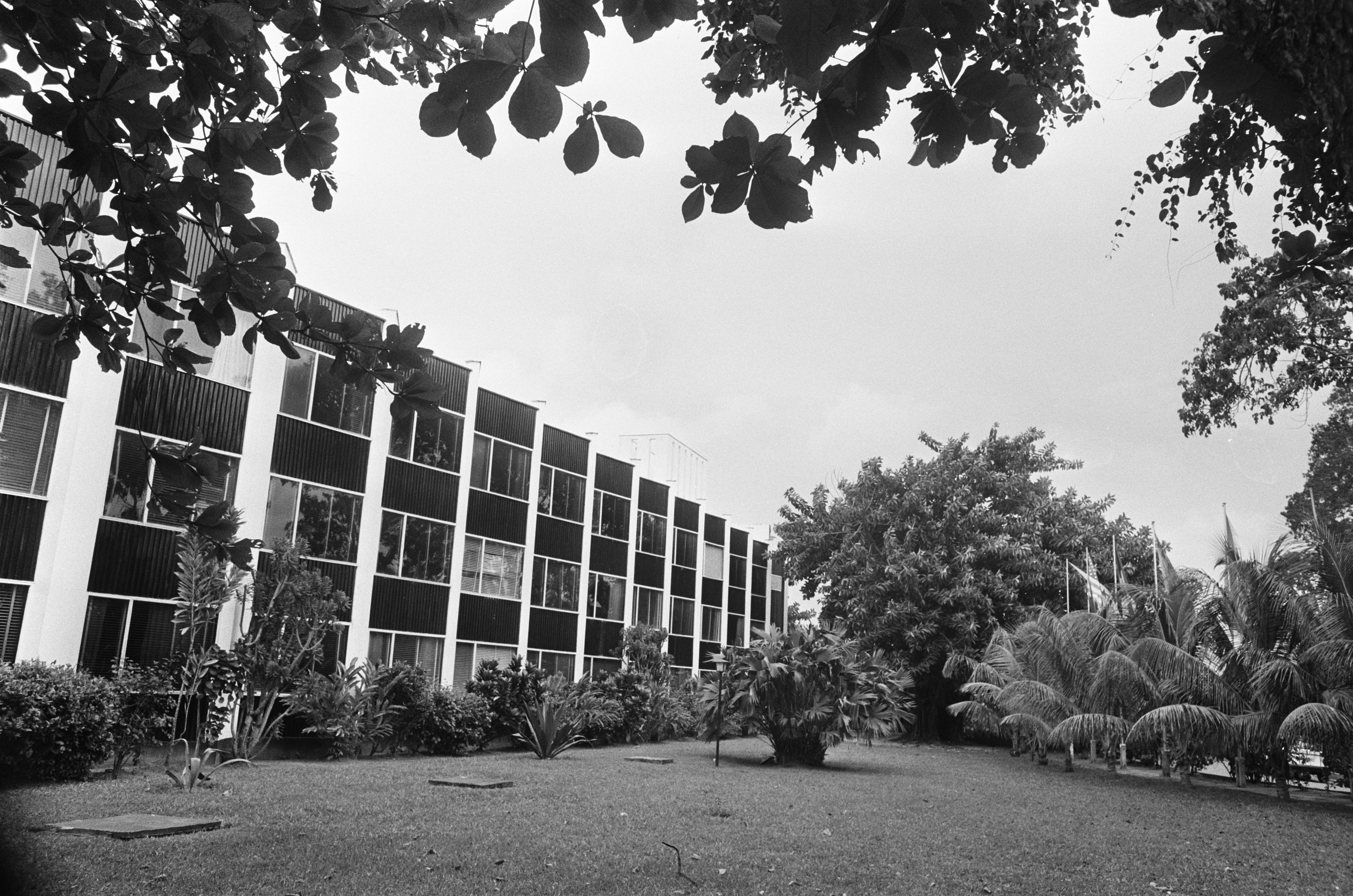
Hotel Torarica.
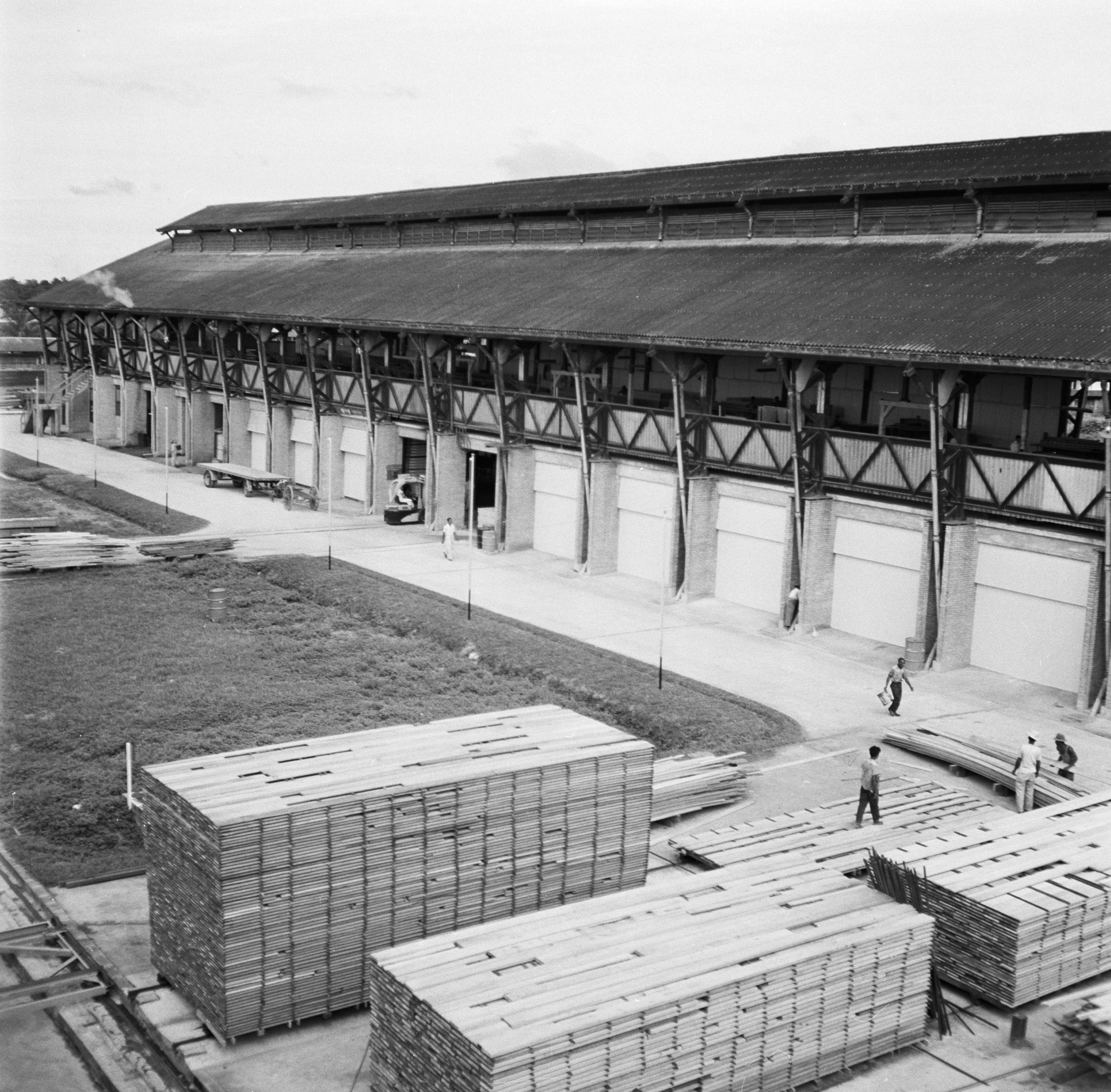
Houtzagerij van de firma Bruynzeel.
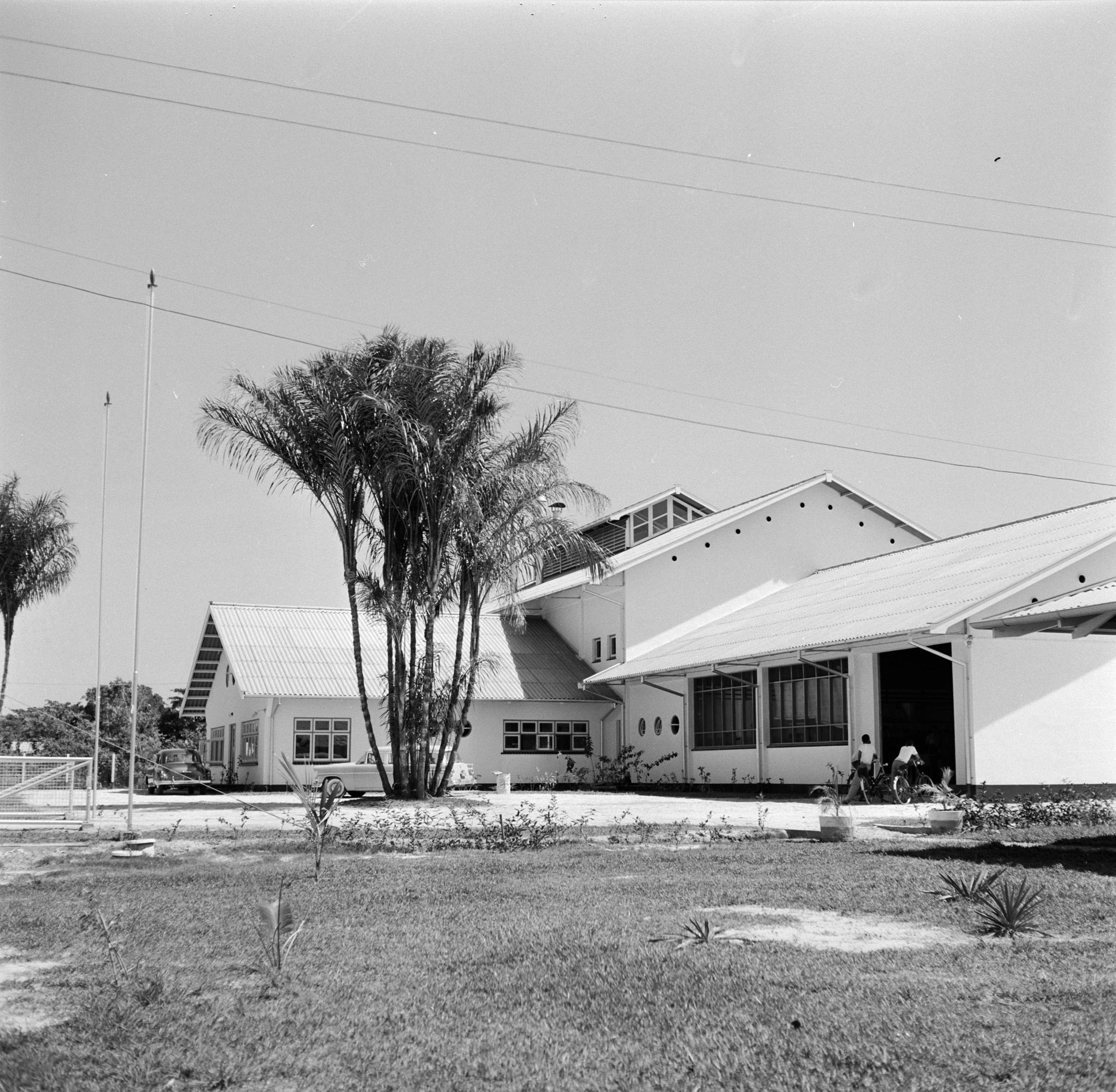
Het gebouw van de Surinaamse Brouwerij.
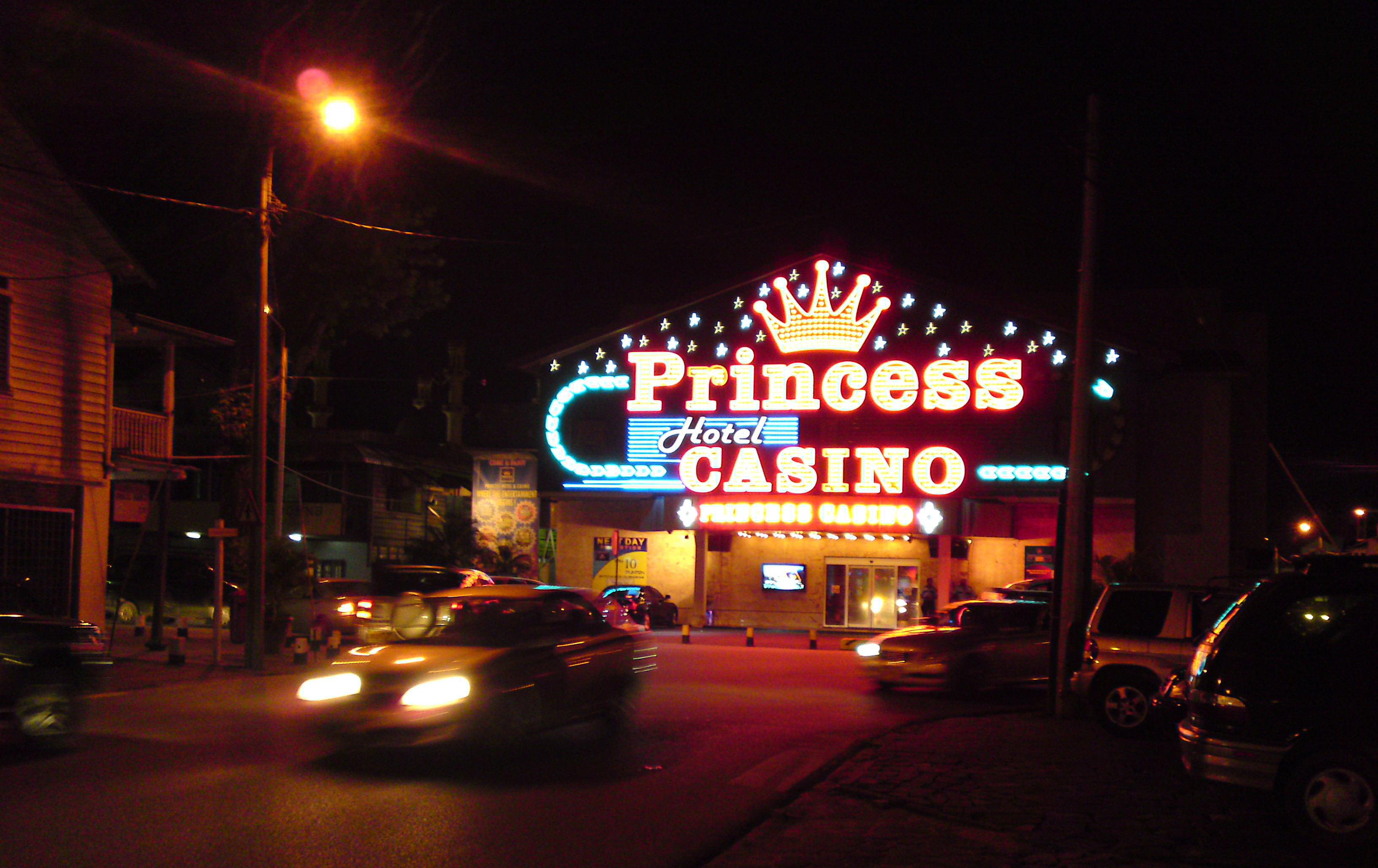
Theater Star, nu een casino.
- Video met o.a. het Jaja Dande-zendingshospitaal in Djoemoe en het Johannes King zendingshospitaal op Stoelmanseiland.